# Rudolf Kocher
Emanuel Rudolf Kocher (* 7. August 1828 in Bern; † 22. Dezember 1866 ebenda) war ein Schweizer evangelischer Geistlicher und Schriftsteller.

## Leben

### Familie
Rudolf Kocher war der Sohn des aus Büren stammenden Eisenhändlers und Grossrats Friedrich Kocher (* Oktober 1793 in Büren; † 14. Januar 1863 in Bern) und dessen Ehefrau Elisabeth (* 1799; † 23. Oktober 1872), die Tochter des späteren Alt-Regierungsrats Christian Herrenschwand (1768–1852), Weinhändler und Mitglied des Grossen Rats; er hatte noch drei Geschwister. Die Familie lebte in der Marktgasse 70 in Bern.
Am 16. Oktober 1854 heiratete er Susanna Katharina (1832–1897), Tochter des Politikers Franz Daniel Albrecht Jaggi (1796–1870) aus Reichenbach; gemeinsam hatten sie zwei Söhne und eine Tochter. Er lebte mit seiner Ehefrau und den Kindern im Haus seiner Eltern.
Der Onkel seiner Ehefrau war der Jurist und Politiker Christian Emanuel Jaggi (1794–1868). 
Sein gleichnamiger Sohn Rudolf Kocher, Oberrichter, verfasste seinen Nachruf in der Sammlung bernischer Biographien. 

### Werdegang
Rudolf Kocher besuchte das Gymnasium in Bern (heute Gymnasium Kirchenfeld).
Er immatrikulierte sich im Herbst 1848 zu einem Theologiestudium an der Universität Bern, das er von 1849 bis 1851 an der Universität Halle und der Universität Berlin fortsetzte; 1852 bestand er die theologische Staatsprüfung und wurde als Kandidat aufgenommen. An der Universität Bern hörte er unter anderem Vorlesungen bei Eduard Zeller.
Nachdem er an verschiedenen Orten, unter anderem 1852 in Rapperswil und Gottstatt sowie 1853 in G'steig, Bätterkinden und Guggisberg und 1854 in Rüti, Vikar war, wurde er im September 1854 zum Pfarrer in Adelboden gewählt und 1858 in Albligen. 1860 wurde er für kurze Zeit Hauptlehrer in Religion und Geografie am bernischen Lehrerseminar Münchenbuchsee und nahm dann einen zweijährigen Urlaub. Von 1863 bis 1865 war er als stellvertretender Pfarrer in Büren an der Aare tätig, bevor er 1865 wegen verschiedener theologischer Streitigkeiten, und weil er seine freireligiösen Anschauungen mit dem Pfarramt nicht mehr in Einklang zu bringen vermochte, sein Amt niederlegte und sich in Biel als Schriftsteller niederliess. 

### Geistliches und schriftstellerisches Wirken
Rudolf Kocher engagierte sich theologisch in der Richtung der schweizerischen Reformtheologie für ein von Dogmenfreies, mit den Ergebnissen der historisch-kritischen Forschung der Zeit in Einklang stehendes Christentum. Dafür trat er in zahlreichen Publikationen ein.
Bereits während seines Studiums hatte er 1851 das patriotische Drama Rudolf von Erlach sowie die Sammlung Vermischte Gedichte veröffentlicht.
Neben seiner Tätigkeit als Pfarrer war er von 1852 bis 1865 Mitarbeiter des Berner Taschenbuchs und von 1858 bis 1866 des Freien Berners sowie des Tagblatt der Stadt Biel.
Er verfasste, zur Erinnerung an die Reformation, die Schrift Ein Fastnachsspiel, das 1867 im Druck erschien.

## Mitgliedschaften
Kurz bevor Rudolf Kocher mit seinem Studium in Bern begann, gründete er, gemeinsam mit einem Solothurner in Lausanne eine Sektion der Studentenverbindung Helvetia.

## Schriften (Auswahl)
- Rudolf von Erlach: Schauspiel in drei Aufzügen: 1339: Allen schweizerischen Patrioten gewidmet. Zürich: Friedrich Schulthess, 1851.[11]
- Vermischte Gedichte. Bern: Buchdr. Stämpfli, 1851.
- Erlachs Tod. In: Berner Taschenbuch, Band 1. 1852. S. 68–69.
- Der grosse Brand in Bern 1405. In: Berner Taschenbuch, Band 1. 1852. S. 102–103.
- Struthan Winkelried. In: Berner Taschenbuch, Band 1. 1852. S. 144–147.
- Die Gründung Bern's 1191. In: Berner Taschenbuch, Band 2. 1853. S. 113–117.
- Der Ueberfall in der Schosshalde 1289. In: Berner Taschenbuch, Band 2. 1853. S. 154–160.
- Adelboden. In: Berner Taschenbuch, Band 14. 1865. S. 66–73.
- Die Sturmnacht. In: Berner Taschenbuch, Band 14. 1865. S. 143–145.
- Ein Glaubensbekenntniss vom Standpunkt einer freieren Richtung in der bernischen reformirten Kirche: Biel, 11. November 1865.  Bern: Haller, 1865.
- Auch ein Wort an die reformirten Kirchenvorstände des Kantons Bern. 1866.